# Adenochilus nortonii
Adenochilus nortonii är en orkidéart som beskrevs av Robert Desmond David Fitzgerald. Adenochilus nortonii ingår i släktet Adenochilus och familjen orkidéer. Inga underarter finns listade i Catalogue of Life.